# Mickey in Arabia
Mickey in Arabia é um curta-metragem estadunidense de animação, lançado em 1933 e foi produzido pela Walt Disney Productions. Foi a última animação a ser lançada pela Columbia Pictures. Foi a 43.ª produção da série de filmes do Mickey Mouse.

## Elenco
- Walt Disney como Mickey Mouse
- Marcellite Garner como Minnie Mouse
- Billy Bletcher[3] como Pete